# IC 3799
IC 3799 је спирална галаксија у сазвјежђу Гавран која се налази на листи објеката дубоког неба у Индекс каталогу.
Деклинација објекта је - 14° 23' 55" а ректасцензија 12h 48m 59,5s. Привидна величина (магнитуда) објекта IC 3799 износи 13,7 а фотографска магнитуда 14,4. IC 3799 је још познат и под ознакама MCG -2-33-11, FGC 1502, PGC 43313.